# Gina Lollobrigida
Pour les articles homonymes, voir Lollobrigida.

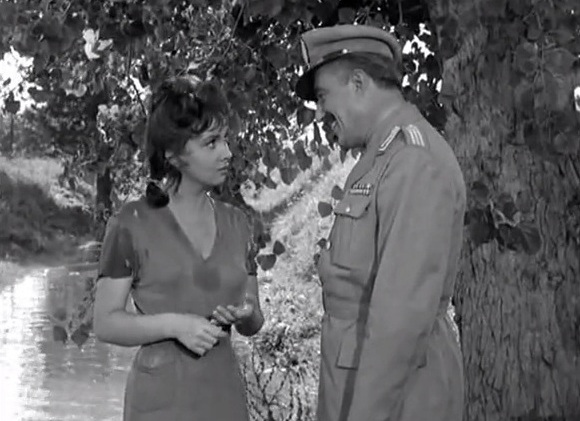
Vittorio De Sica et Gina Lollobrigida dans Pain, Amour et Fantaisie en 1953.

Gina Lollobrigida est une actrice, photographe et sculptrice italienne, née le 4 juillet 1927 à Subiaco et morte le 16 janvier 2023 à Rome.
Elle se fait connaître en France pour avoir joué au cinéma dans Fanfan la Tulipe (1952) aux côtés de Gérard Philipe et pour avoir incarné Esmeralda dans le film Notre-Dame de Paris (1956) réalisé par Jean Delannoy.
Après avoir connu le succès au cinéma, des années 1950 à 1970, elle se tourne vers la photographie et la sculpture et joue principalement pour la télévision dans les années 1980, notamment dans plusieurs épisodes de la série américaine Falcon Crest.

## Biographie

### Famille et jeunesse
De son vrai nom Luigia Lollobrigida, elle est issue d'une famille du milieu ouvrier. Contrainte de quitter sa province pour Rome, elle se montre très attirée par le milieu artistique et devient étudiante à l'Académie des beaux-arts de Rome.

### Premiers pas d'actrice et concours de beauté
En 1945, elle joue un rôle dans la comédie Santarellina par Eduardo Scarpetta au Teatro della Concordia de Monte Castello di Vibio (Italie), le plus petit théâtre à l'italienne du monde. Elle se voit confier le rôle principal dans un roman-photo qui va la faire remarquer par le milieu cinématographique. Elle participe également à des concours de beauté ; en 1947, elle termine deuxième au concours de Miss Rome et troisième à celui de Miss Italie derrière Lucia Bosè et Gianna Maria Canale, deux futures étoiles du cinéma italien.

### Carrière au cinéma

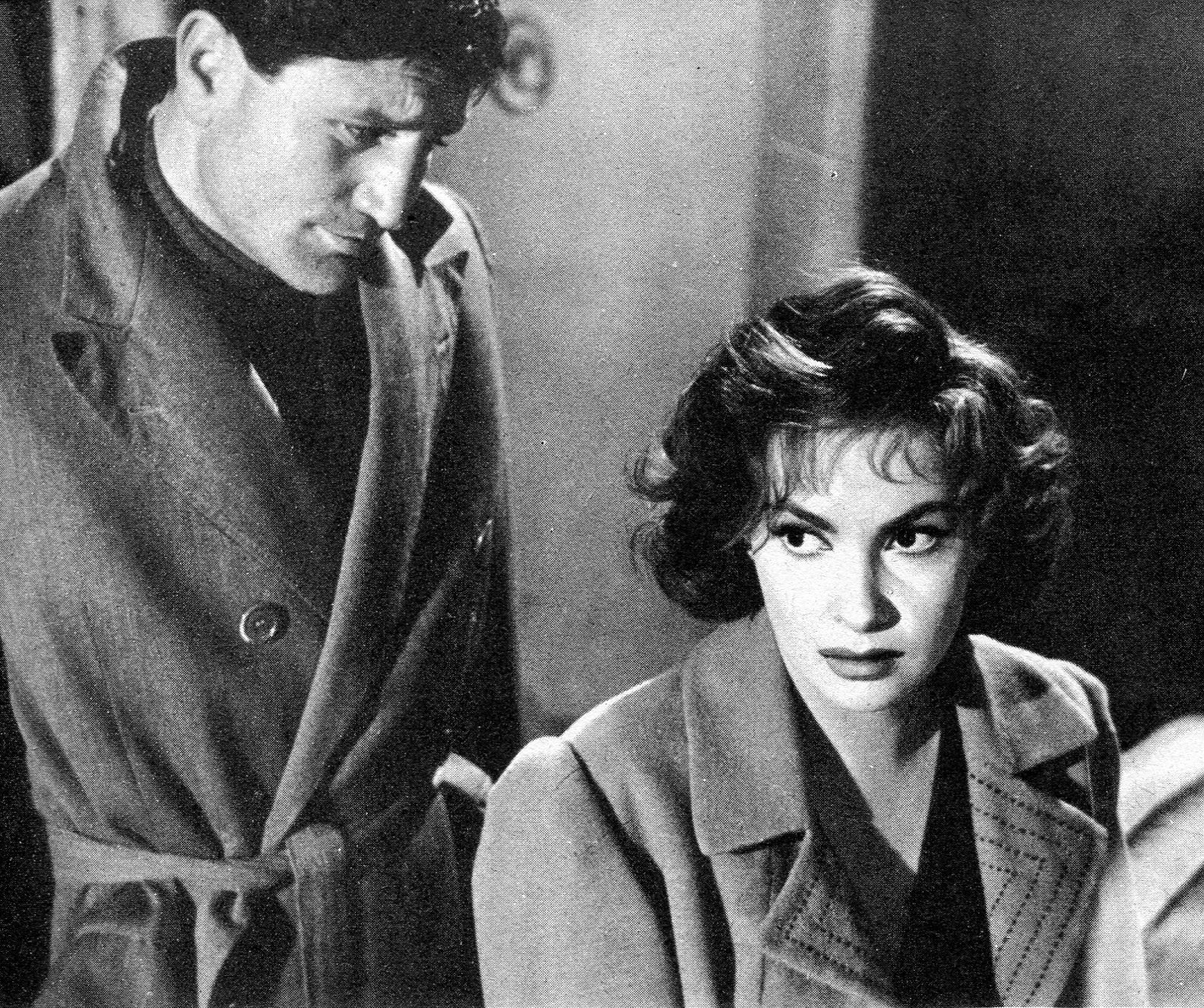
Renato Tontini et Gina Lollobrigida dans La Belle Romaine en 1954.

De 1947 à 1951, le cinéma, jouant de sa superbe plastique, ne lui offrira que des rôles secondaires : dans L’Aigle noir de Riccardo Freda, Le Crime de Giovanni Episcopo d'Alberto Lattuada, Achtung! Banditi! de Carlo Lizzani et Traqué dans la ville de Pietro Germi entre autres, elle travaille aussi avec Luigi Zampa et Mario Monicelli, jusqu'au film de Christian-Jaque, Fanfan la Tulipe, où elle interprète aux côtés de Gérard Philipe un rôle plus remarqué.
Après un détour par Hollywood où elle doit repousser les avances du richissime Howard Hughes, elle se retrouve devant les caméras de René Clair pour Les Belles de nuit en 1952 (où elle rivalise avec Martine Carol) et de Luigi Comencini pour Pain, Amour et Fantaisie en 1953, suivi l'année suivante par Pain, Amour et Jalousie, où elle envoûte  le maréchal Carotenuto joué par Vittorio De Sica, deux triomphes qui dépassent largement les frontières du pays. Elle gagne enfin une stature internationale avec John Huston qui la fait jouer auprès de Humphrey Bogart dans Plus fort que le diable, et le Britannique Carol Reed pour Trapèze avec Burt Lancaster et Tony Curtis ; le rôle d'Esmeralda dans Notre-Dame de Paris de Jean Delannoy la confirme encore en 1956 auprès d'Anthony Quinn dans le rôle du difforme Quasimodo. En Italie, La Marchande d'amour de Mario Soldati et La Belle Romaine de Zampa confortent son statut de vedette.

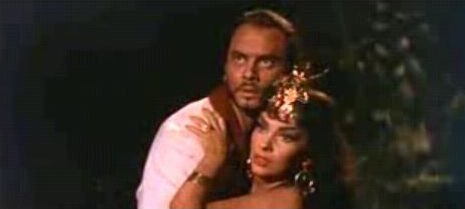
Gina Lollobrigida en 1959, avec Yul Brynner dans Salomon et la Reine de Saba.

En 1957, elle tourne avec Vittorio De Sica pour Anna de Brooklyn et avec Jules Dassin pour La Loi (avec Yves Montand, Pierre Brasseur et Marcello Mastroianni). Elle repart ensuite aux États-Unis où elle crève l'écran devant les caméras de John Sturges en 1958 avec Frank Sinatra et Steve McQueen pour La Proie des vautours, puis celles de King Vidor en 1959 pour Salomon et la Reine de Saba, avec pour partenaire Yul Brynner en remplacement de Tyrone Power mort d'une crise cardiaque sur le plateau  .

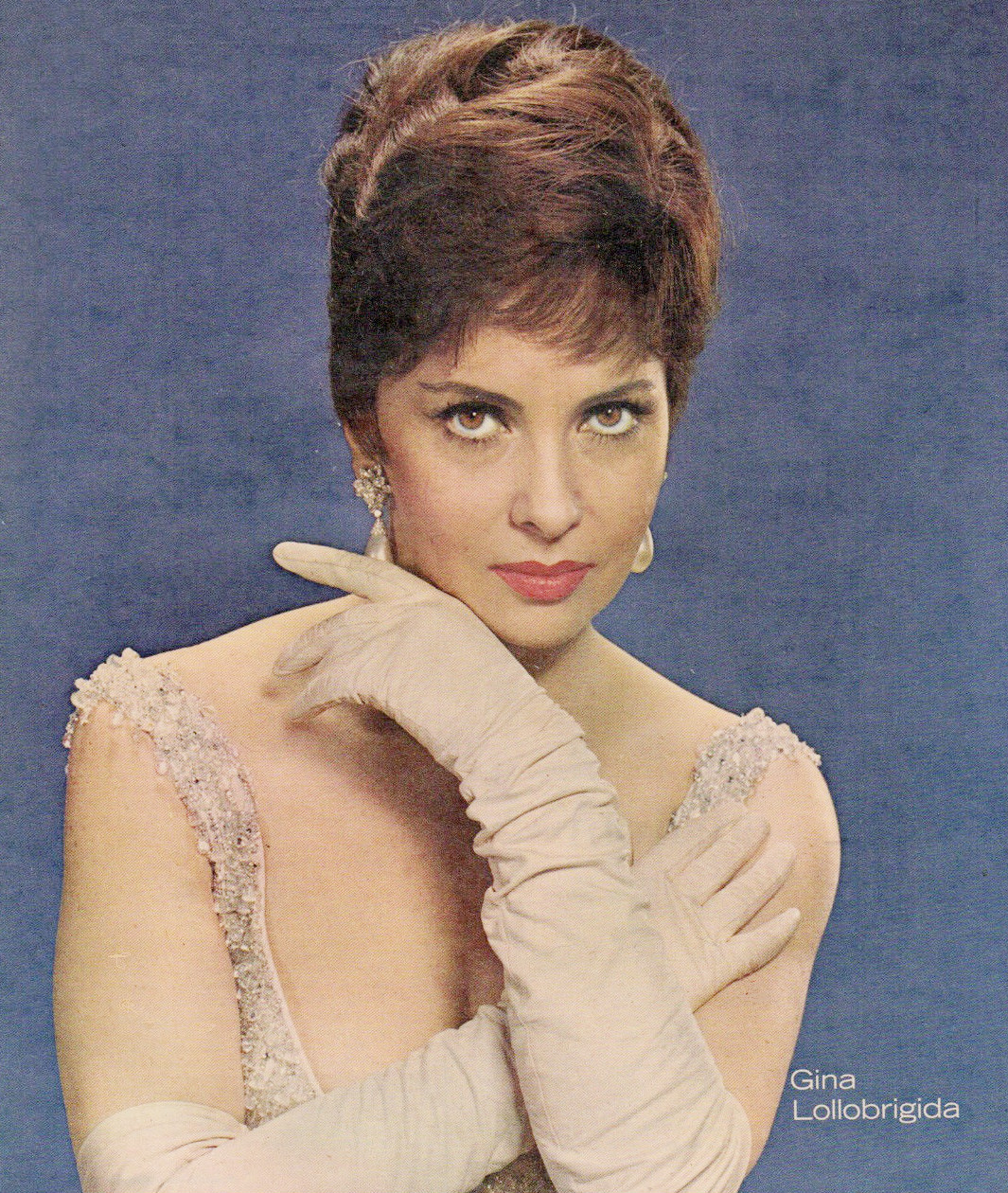
Gina Lollobrigida en 1963.

Au début des années 1960, à Hollywood, Gina Lollobrigida s'illustre dans Le Rendez-vous de septembre de Robert Mulligan aux côtés de Rock Hudson avant de rejoindre l'Europe en 1962 pour Vénus impériale de Delannoy où elle prête sa beauté à Pauline Bonaparte, La Mer à boire avec Jean-Paul Belmondo, le film qu'elle préfère dans toute sa filmographie comme elle le confie dans une émission de Thierry Ardisson, et La Femme de paille avec Sean Connery. Ces films rencontrent peu de succès à l'exception de celui de Jean Delannoy.
Privilégiant la comédie, Gina Lollobrigida paraît encore dans Les Poupées de Mauro Bolognini (où elle rivalise avec Virna Lisi, Monica Vitti et Elke Sommer) et Moi, moi, moi et les autres du vétéran Alessandro Blasetti (avec Silvana Mangano et Walter Chiari), avant de retrouver Rock Hudson dans Étranges compagnons de lit de Melvin Frank et de rejoindre avec Alec Guinness le Paradiso, hôtel du libre-échange, adapté de Georges Feydeau par Jean-Claude Carrière et mis en scène par l'anglais Peter Glenville.
Ni Les Sultans de Jean Delannoy avec Daniel Gélin et Louis Jourdan, ni Les Aventures extraordinaires de Cervantes de Vincent Sherman avec Horst Buchholz, ni La mort a pondu un œuf de Giulio Questi avec Jean-Louis Trintignant, ni enfin La Marine en folie de Frank Tashlin avec Bob Hope, Jeffrey Hunter et Mylène Demongeot ne relancent sa carrière.
1968 est une année charnière dans la vie de Gina Lollobrigida qui met fin à dix-neuf années de mariage, perdant ainsi son impresario. Elle met un frein à sa carrière après le tournage de Buona sera Madame Campbell de Melvin Frank aux côtés de Shelley Winters et de Ce merveilleux automne de Mauro Bolognini qui la met en scène dans le rôle d'une femme mûre vivant une liaison avec un adolescent.
Gina Lollobrigida participe encore avec Lee Van Cleef et James Mason au western parodique Les Quatre Mercenaires d'El Paso, avec David Niven à la comédie de Jerzy Skolimowski Roi, Dame, Valet, avant de retrouver Luigi Comencini pour incarner la fée Turquoise dans la série télévisée Les Aventures de Pinocchio avec Nino Manfredi en Geppetto.

### Carrière dans la photographie et à la télévision

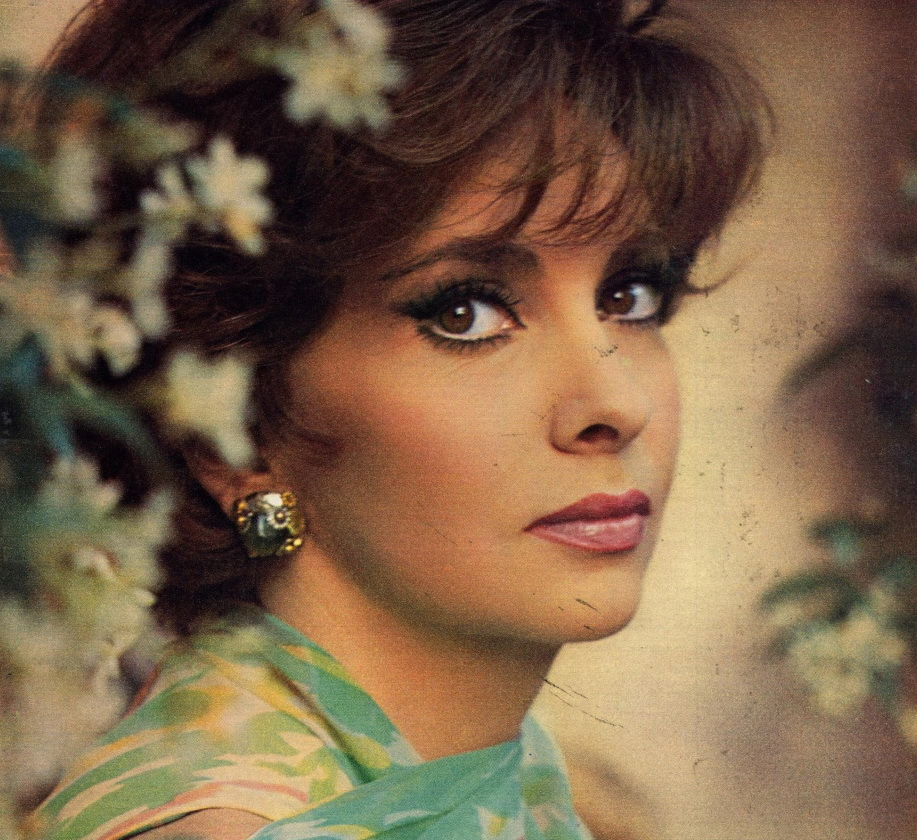
Gina Lollobrigida en 1965.

Après le drame Roses rouges et Piments verts avec Danielle Darrieux et Susan Hampshire, où justement elle joue une photographe, elle cesse de tourner en 1973 pour se lancer dans une nouvelle passion, la photographie.
Elle revient à la télévision en 1984 dans plusieurs épisodes de la série Falcon Crest dans laquelle son personnage fait montre d'une grande sensualité et du plus grand mépris pour ses cousins américains. En 1985, elle joue dans la série Prête-moi ta vie avec Stefanie Powers en vedette, et enfin en 1988 dans Très belle et trop naïve (it) (La romana) de Giuseppe Patroni Griffi d'après le roman d'Alberto Moravia qui inspira La Belle Romaine trente-quatre ans plus tôt, et où elle joue une mère qui vit une relation conflictuelle avec sa fille incarnée par Francesca Dellera.
En 1986, elle est présidente du jury du Festival international du film de Berlin et y reçoit la Caméra de la Berlinale, récompense nouvellement créée et décernée aux cinéastes et aux acteurs qui ont rendu d'éminents services au festival.

#### Expositions de photographies
- 21 octobre - 15 novembre 1980 : Gina Lollobrigida photographe, Musée Carnavalet, Paris[5].
- 26 juin - 13 septembre 2009 : Gina Lollobrigida, Photographer, Palazzo delle Esposizioni, Rome[6].
- 9 juin - 8 octobre 2023 : I mondi di Gina, Istituto Centrale per la Grafica, Rome[7].

### Derniers rôles et engagements

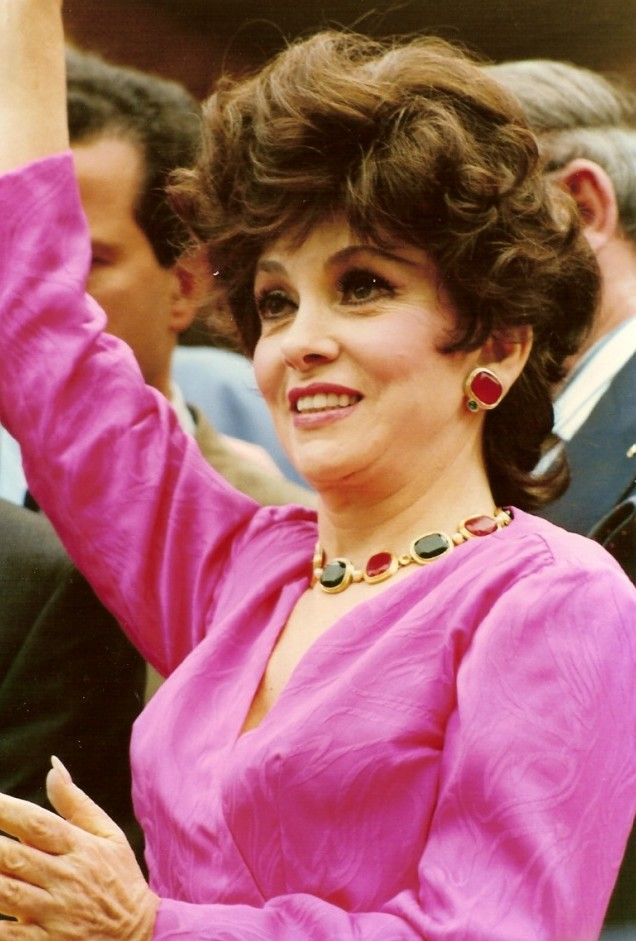
Gina Lollobrigida au festival de Cannes 1991.

En 1995, Gina Lollobrigida apparaît, aux côtés d'une kyrielle de grands acteurs, dans le film d'Agnès Varda, Les Cent et Une Nuits de Simon Cinéma, dans lequel la cinéaste tient un discours critique à son égard : la fée du cinéma, que Gina Lollobrigida incarne, serait vénale.
Ses derniers rôles remontent à 1996 dans le feuilleton italien Una donna in fuga, avec Dalila Di Lazzaro et Ben Gazzara, et dans le film français XXL d'Ariel Zeitoun, auprès de Gérard Depardieu. En 2011, elle apparaît dans Box Office 3D - Il film dei film (it) d'Ezio Greggio, le premier film en 3D réalisé en Italie.
Le 14 décembre 2002, elle est la présidente du jury de l'élection de Miss France 2003 qui se déroule au Palais des sports de Lyon et diffusée sur TF1.
En 2018, elle est invitée à danser lors de la finale de la 13e édition de l'émission italienne Ballando con le stelle.

### Une femme engagée en politique
Le 16 octobre 1999, Gina Lollobrigida est nommée ambassadrice de bonne volonté de l’Organisation des Nations unies pour l'alimentation et l'agriculture (FAO). La même année, elle se présente aux élections européennes en deuxième position sur la liste d'Antonio Di Pietro, mais échoue à accéder au Parlement européen. Gina Lollobrigida se consacre alors à la sculpture et à la photographie.
Cependant, elle tente à nouveau sa chance en 2022 aux élections générales italiennes. Elle est candidate à un siège au Sénat sur la liste Italia Sovrana e Popolare (litt. « Italie souveraine et populaire ») afin de se battre « pour que le peuple décide, de la santé à la justice ». La liste, composée de partis de gauche eurosceptiques et du parti communiste, prône entre autres la sortie de l'Italie de l'UE et de l'Otan, la fin de l'aide militaire à l'Ukraine, la levée des sanctions frappant la Russie, et s'oppose à l'obligation vaccinale. Son hospitalisation, en septembre, à cause d'une fracture du fémur, la contraint cependant à renoncer à se présenter.

### Mort
Elle meurt le 16 janvier 2023 à Rome, à l'âge de 95 ans.
Les funérailles sont célébrées dans la basilique Santa Maria in Montesanto, à Rome ; elle est inhumée, selon son souhait, dans le cimetière local de Subiaco.

### Vie privée
Le 15 janvier 1949, Gina Lollobrigida épouse Milko (Drago Bogomil) Škofič, médecin né le 31 août 1919 à Völkermarkt (à l'époque Royaume des Serbes, Croates et Slovènes), mort le 18 octobre 1997 à Rome. Milko Škofič abandonne son activité pour devenir impresario de l'actrice. Le couple a un fils, Milko Škofič Jr., né le 28 juillet 1957, avant de divorcer en 1971.
Milko Škofič sera aussi acteur dans Les Infidèles de Mario Monicelli et Steno (1953), La Provinciale de Mario Soldati (1953), Pillow Talk en 1959, September, puis Lover Come Back en 1961, The Secret War of Harry Frigg en 1968. Milko Skofic a également été producteur avec l'œuvre Anne de Brooklyn, réalisée par Carlo Lastricati en 1958. Après son divorce, il vivra avec la chanteuse lyrique autrichienne Ute de Vargas.
En octobre 2006, Gina Lollobrigida annonce au magazine espagnol ¡Hola! ses fiançailles avec un homme d'affaires, Francisco Javier Rigau y Rafols, né le 18 février 1961 à Barcelone, rencontré en 2004 lors d'un gala de bienfaisance à Monaco. Un mariage religieux aurait eu lieu à Rome le 27 janvier 2007, mais elle se ravise quelque temps plus tard. En  janvier 2013, elle attaque en justice Rigau y Rafols, l'accusant d'avoir organisé le 29 novembre 2010 une fausse cérémonie de mariage à Barcelone avec une mariée de substitution, afin de s'assurer l'héritage. Le mariage non légal est annulé en janvier 2019.
Au moment de sa mort, Gina Lollobrigida était en procès, intenté par son fils à l'encontre de son assistant personnel, né en 1987, Andrea Piazzola, jardinier devenu manager. Ce dernier est soupçonné d'abus de faiblesse, il aurait détourné d'importantes sommes d'argent. À l'issue d'un premier procès en 2018, la Cour de cassation italienne avait imposé à Gina Lollobrigida un tuteur pour la gestion de son patrimoine,.
Lollobrigida avait l'habitude de parler de soi à la troisième personne,,,.
Son petit-neveu est l'homme politique italien Francesco Lollobrigida et son arrière petite-nièce est la patineuse de vitesse italienne Francesca Lollobrigida.

## Filmographie

### Cinéma
- 1946 : L'Aigle noir (Aquila nera) de Riccardo Freda : Une fille à la fête
- 1946 : Lucia di Lammermoor de Piero Ballerini : (non créditée)
- 1946  : L'elisir d'amore de Mario Costa : une amie d'Adina
- 1947 : Le Crime de Giovanni Episcopo (Il delitto di Giovanni Episcopo) de Alberto Lattuada : Invitée à une soirée
- 1947 : Un homme dans la maison (en) (A Man About the House) de Leslie Arliss : Paysanne
- 1947 : Il segreto di don Giovanni (it) de Camillo Mastrocinque : (non créditée)
- 1948 : Amours de clown (Pagliacci) de Mario Costa : Nedda
- 1948 : Une nuit de folie à l'opéra (Follie per l'opera) de Mario Costa : Dora Scala
- 1949 : Le Tocsin (Campane a martello) de Luigi Zampa : Agostina
- 1949 : La mariée ne peut pas attendre (Anselmo ha fretta ou La sposa non puo attendere) de Gianni Franciolini : Donata
- 1949 : Cœurs sans frontières (Cuori senza frontiere) de Luigi Zampa : Donata Sebastian
- 1950 : Miss Italie (Miss Italia) de Duilio Coletti : Lisetta Minneci
- 1950 : La Fille de la nuit (Alina) de Giorgio Pàstina : Alina
- 1950 : Dans les coulisses (Vita da cani) de Mario Monicelli et Steno : Margherita
- 1951 : Amor non ho... però... però (it) de Giorgio Bianchi : Gina
- 1951 : L'Inconnue des cinq cités (Storia di cinque città) coréalisation, épisode italien de Romolo Marcellini et Emil-Edwin Reinert : Maria Severini
- 1951 : Traqué dans la ville (La città si difende) de Pietro Germi : Daniela, ex-petite amie de Paolo
- 1951 : Achtung! Banditi! de Carlo Lizzani : Anna
- 1951 : Caruso, la légende d'une voix (Enrico Caruso, leggenda di una voce) de Giacomo Gentilomo : Stella
- 1952 : Fanfan la Tulipe de Christian-Jaque : Adeline La Franchise
- 1952 : Une femme pour une nuit (Moglie per una notte) de Mario Camerini : Ottavia
- 1952 : Heureuse Époque (Altri tempi) d'Alessandro Blasetti : Mariantonia
- 1952 : Les Belles de nuit de René Clair : Leila, la caissière
- 1953 : Les Infidèles (Le infedeli) de Mario Monicelli et Steno : Lulla Possenti
- 1953 : La Marchande d'amour (La provinciale) de Mario Soldati : Gemma Foresi
- 1953 : Plus fort que le diable (Beat the Devil) de John Huston : Maria Dannreuther
- 1953 : Pain, Amour et Fantaisie (Pane, amore e fantasia) de Luigi Comencini : Frisky
- 1954 : La Belle Romaine (La romana) de Luigi Zampa : Adriana
- 1954 : Boum sur Paris de Maurice de Canonge : elle-même
- 1954 : Les Gaietés de la correctionnelle (Un giorno in pretura) de Steno : Frine
- 1954 : Le Grand Jeu de Robert Siodmak : Sylvia Sorrego / Helena Ricci
- 1954 : Le Maître de Don Juan (Il maestro di Don Giovanni) de Milton Krims : Francesca
- 1954 : Pain, Amour et Jalousie (Pane, amore e gelosia) de Luigi Comencini : Maria la bersaglière
- 1955 : La Belle des belles (La donna più bella del mondo) de Robert Z. Leonard : Lina Cavalieri
- 1956 : Trapèze (Trapeze) de Carol Reed : Lola
- 1956 : Notre-Dame de Paris de Jean Delannoy : Esmeralda
- 1958 : Anna de Brooklyn (Anna di Brooklyn) de Vittorio De Sica et Carlo Lastricati (it) : Anna
- 1958 : Portrait of Gina (en), documentaire d'Orson Welles : elle-même
- 1959 : Salomon et la Reine de Saba (Solomon and Sheba) de King Vidor : la reine de Saba
- 1959 : La Loi (La legge) de Jules Dassin : Marietta
- 1959 : La Proie des vautours (Never So Few) de John Sturges : Carla Vesari
- 1961 : Volupté (Go Naked in the World) de Ranald MacDougall et Charles Walters : Guilietta Cameron
- 1961 : Le Rendez-vous de septembre (Come September) de Robert Mulligan : Lisa Helena Fellini
- 1962 : La Beauté d'Hippolyte (La bellezza di Ippolita) de Giancarlo Zagni : Ippolita
- 1963 : Vénus impériale (Venere imperiale) de Jean Delannoy : Pauline Bonaparte
- 1963 : La Mer à boire (Mare matto) de Renato Castellani : Margherita
- 1964 : La Femme de paille (Woman of Straw) de Basil Dearden : Maria Marcello
- 1964 : Les Poupées (Le bambole) de Mauro Bolognini
- 1965 : Moi, moi, moi et les autres (Io, io, io... e gli altri) d'Alessandro Blasetti : Titta
- 1965 : Étranges compagnons de lit (Strange Bedfellows) de Melvin Frank : Toni Vincente
- 1966 : Les Sultans (L'amante italiana) de Jean Delannoy : Lisa
- 1966 : Paradiso, hôtel du libre-échange (Hotel Paradiso) de Peter Glenville : Marcelle Cotte
- 1966 : Les Nuits facétieuses (Le piacevoli notti) d'Armando Crispino et Luciano Lucignani : Domicilia
- 1967 : Les Aventures extraordinaires de Cervantes (Cervantes) de Vincent Sherman : Giulia
- 1968 : Le Cascadeur (Stuntman) de Marcello Baldi : Evelyn Lake
- 1968 : La mort a pondu un œuf (La morte ha fatto l'uovo) de Giulio Questi : Anna
- 1968 : La Marine en folie (The Private Navy of Sgt. O'Farrell) de Frank Tashlin : Maria
- 1968 : Buona sera Madame Campbell (Buona sera, Mrs. Campbell) de Melvin Frank : Carla Campbell
- 1969 : Ce merveilleux automne (Un bellissimo novembre) de Mauro Bolognini : Cettina
- 1971 : Les Quatre Mercenaires d'El Paso (Bad Man's River) d'Eugenio Martín : Alicia
- 1972 : Roi, Dame, Valet (King, Queen, Knave) de Jerzy Skolimowski : Martha Dreyer
- 1973 : Roses rouges et Piments verts (Peccato mortale) de Francisco Rovira Beleta : Netty alias Tani
- 1995 : Les Cent et Une Nuits de Simon Cinéma d'Agnès Varda : l'épouse médium du professeur Bébel
- 1997 : XXL d'Ariel Zeitoun : Gaby Berrebi
- 2011 : Box Office 3D - Il film dei film (it) d'Ezio Greggio : elle-même

### Télévision
- 1972 : Les Aventures de Pinocchio (Le Avventure di Pinocchio), série télévisée de Luigi Comencini : la fée Turquoise
- 1984 : Falcon Crest (épisodes 4.7 à 4.11) : Francesca Gioberti
- 1985 : Prête-moi ta vie, série télévisée de Robert Chenault et Melville Shavelson : Princesse Alessandra
- 1986 : La croisière s'amuse, épisode The Christmas Cruise (10.2 et 3) de Bruce Bilson : Carla Lucci
- 1988 : Très belle et trop naïve (it) (La romana), mini-série de Giuseppe Patroni Griffi : Martherita
- 1996 : Una donna in fuga (it), série télévisée de Roberto Rocco

## Distinctions et hommages

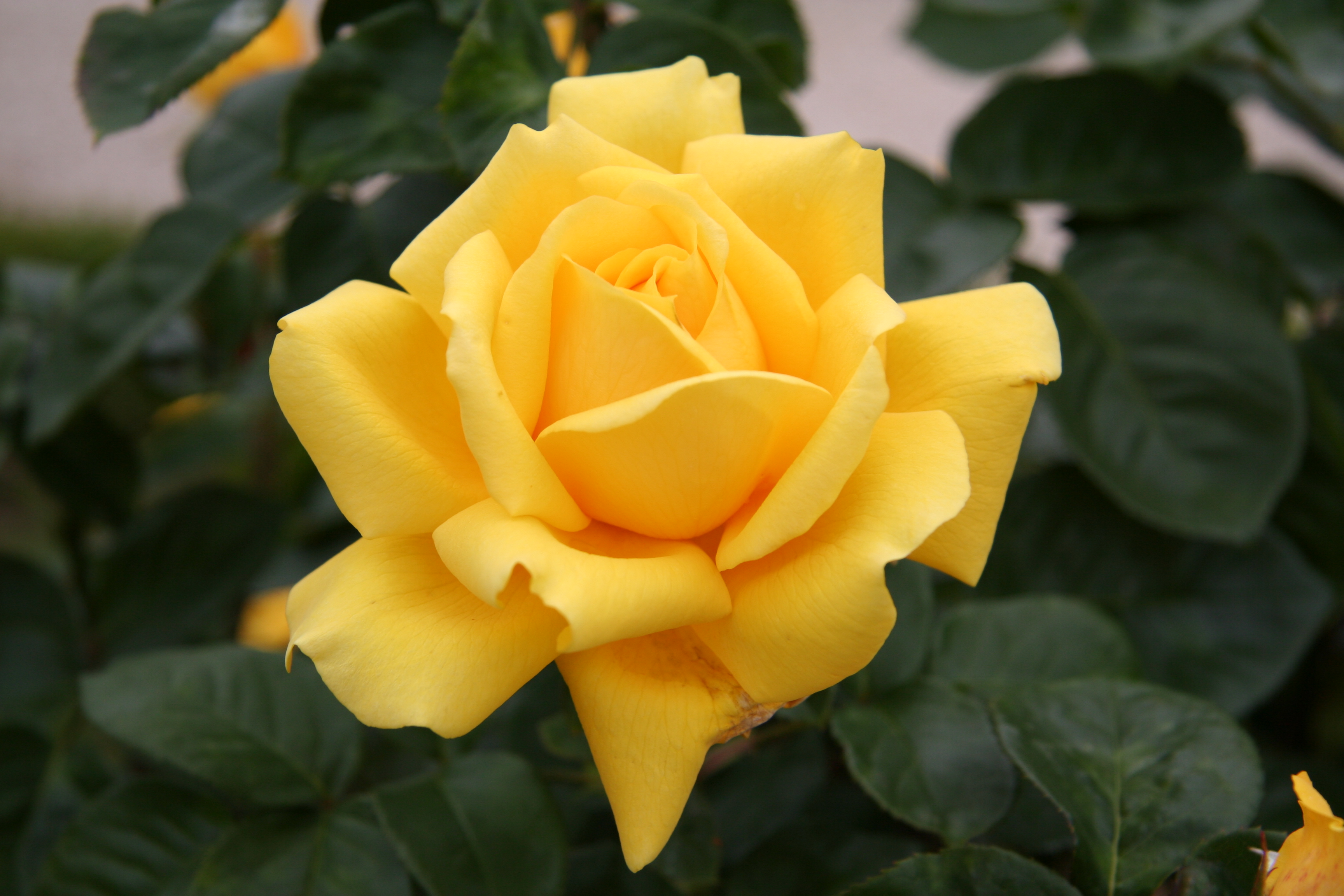
Rose Gina Lollobrigida dans la roseraie du parc de Bagatelle.

Gina Lollobrigida est nommée au grade de chevalier dans l'ordre national de la Légion d'honneur en 1992 et décorée par François Mitterrand le 17 septembre 1993.
Elle est faite officier de l'ordre des Arts et des Lettres en 1986 et commandeur en 2004.
En 1989, le rosiériste français Meilland honore l'actrice en baptisant une de ses obtentions Gina Lollobrigida.
En 2018, son étoile est inaugurée sur le Hollywood Walk of Fame.

### Récompenses

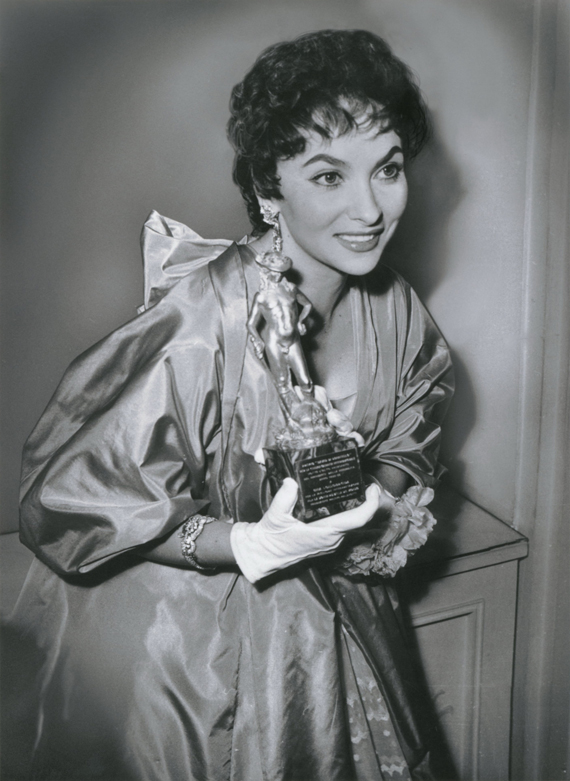
Gina Lollobrigida recevant le David di Donatello de la meilleure actrice en 1956.

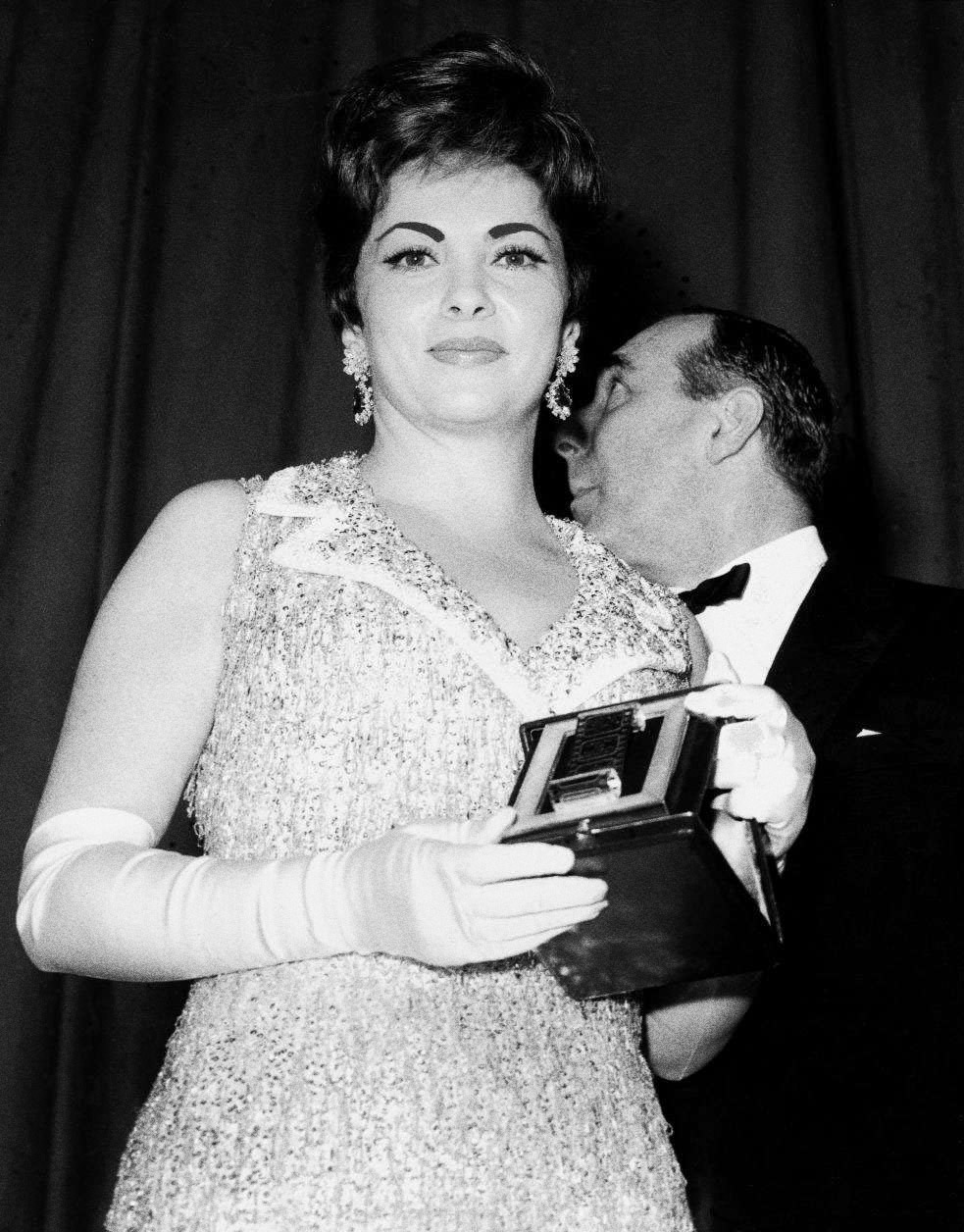
Gina Lollobrigida recevant le Ruban d'argent de la meilleure actrice en 1963 pour son rôle dans Vénus impériale.

- Gina Lollobrigida recevant le Ruban d'argent de la meilleure actrice en 1963 pour son rôle dans Vénus impériale.Rubans d'argent 1954 : meilleure actrice pour Pain, Amour et Fantaisie
- David di Donatello 1956 : meilleure actrice pour La Belle des belles
- Bambi[n 3] 1957 (de) : Schauspielerin International
- Bambi 1958 (de) : Schauspielerin International
- Bambi 1959 (de) : Schauspielerin International
- Bambi 1960 (de) : Schauspielerin International
- Golden Globes 1961 : actrice mondiale préférée
- Rubans d'argent 1963 : meilleure actrice pour Vénus impériale
- David di Donatello 1963 : meilleure actrice pour Vénus impériale
- David di Donatello 1969 : meilleure actrice pour Buona sera Madame Campbell
- Prix Nadar 1974
- David di Donatello 1986 : Médaille d'or de la ville de Rome
- Berlinale 1986 : Caméra de la Berlinale pour l'ensemble de sa carrière
- Bambi 1987 (de) : Jubiläumsbambi -  1960er Jahre
- Bambi 1990 (de) : Mini-BAMBI
- Festival international du film de Karlovy Vary 1995 : prix spécial « pour sa contribution exceptionnelle au monde du cinéma »
- David di Donatello 1996 : prix spécial pour l'ensemble de sa carrière
- Festival du film d'art de Trenčianske Teplice[n 4] 1996 : Actor's Mission Award
- Prix internationaux Flaiano[n 5] 1997 : prix pour l'ensemble de sa carrière
- Festival international du film de Gand 1997 : prix Joseph-Plateau pour l'ensemble de sa carrière
- Festival du film de Taormine[n 6] 2001 : prix Diamant